# 春日野依
春日 野依（かすが の のより、生没年不詳）は、古墳時代の豪族。野依臣とも表記される。